# The Deathship Has a New Captain

The Deathship Has a New Captain est le premier album du groupe allemand The Vision Bleak qui décrit son style avec l'expression du horror metal. Cette expression s'explique par rapport aux sujets littéraires choisis par le groupe, qui se réfèrent entre autres aux auteurs H. P. Lovecraft (Horror of Antarctica) et William Blake (Wolfmoon) et les films La Nuit des morts-vivants, Le Loup-garou et Fog, et par rapport à l'atmosphère sombre et dramatique de la réalisation musicale.
L'album fut publié le 23 février 2004, après avoir été enregistré au Klangschmiede Studio E en Allemagne.
Le titre de l'album, The Deathship Has a New Captain est tiré d'une phrase que l'on peut lire pendant le film Nosferatu le vampire de Friedrich Wilhelm Murnau, au moment où le vampire détourne l'Empusa, un navire faisant large vers Wisborg.

## Liste des chansons
| No | Titre                    | Durée |
| -- | ------------------------ | ----- |
| 1. | A Shadow Arose           | 2:53  |
| 2. | Night of the Living Dead | 3:44  |
| 3. | Wolfmoon                 | 5:29  |
| 4. | Metropolis               | 4:46  |
| 5. | Elizabeth Dane           | 5:06  |
| 6. | Horror of Antarctica     | 3:31  |
| 7. | The Lone Night Rider     | 5:06  |
| 8. | The Grand Devilry        | 4:47  |
| 9. | Deathship Symphony       | 5:41  |

| 1. | A Shadow Arose       | 2:23  |
| 2. | Wolfmoon             | 2:54  |
| 3. | The Lone Night Rider | 2:34  |
| 4. | Deathship Symphony   | 2:51  |
| 5. | The Grand Devilry    | 1:34) |

Les chansons de la version limitée sont joués avec l'aide du Shadow Philharmonics String Ensemble.